# Pálinkás József (labdarúgó)
Pálinkás József dr. (Szeged, 1912. március 10. – Budapest, 1991. április 24.) válogatott labdarúgó, kapus.

## Pályafutása

### Klubcsapatban
1930-ban igazolta le a Kisteleki TE. Szegeden kezdte a labdarúgást. A Szeged FC csapatában lett élvonalbeli labdarúgó. 1935-ben innen került be a válogatott csapatba. 1939 és 1941 között a Ferencváros játékosa volt. A Fradiban összesen 30 mérkőzésen szerepelt (16 bajnoki, 14 nemzetközi).

### A válogatottban
1935 és 1936 között öt alkalommal szerepelt a válogatottban.

## Sikerei, díjai
- Magyar bajnokság
  - bajnok: 1939–40
  - 2.: 1940–41
- Közép-európai kupa (KK)
  - döntős: 1939

## Statisztika

### Mérkőzései a válogatottban
| Magyarország | Magyarország      | Magyarország              | Magyarország  | Magyarország | Magyarország | Magyarország | Magyarország | Magyarország |
| #            | Dátum             | Helyszín                  | Hazai         | Eredmény     | Vendég       | Kiírás       | Gólok        | Esemény      |
| ------------ | ----------------- | ------------------------- | ------------- | ------------ | ------------ | ------------ | ------------ | ------------ |
| 1.           | 1935. május 12.   | Budapest, Üllői úti pálya | Magyarország  | 6 – 3        | Ausztria     | barátságos   | -            | 38'          |
| 2.           | 1935. május 19.   | Párizs                    | Franciaország | 2 – 0        | Magyarország | barátságos   | -            |              |
| 3.           | 1936. október 4.  | Bukarest                  | Románia       | 1 – 2        | Magyarország | barátságos   | -            |              |
| 4.           | 1936. október 18. | Prága, Sparta-pálya       | Csehszlovákia | 5 – 2        | Magyarország | Európa-kupa  | -            |              |
| 5.           | 1936. december 6. | Dublin                    | Írország      | 2 – 3        | Magyarország | barátságos   | -            | 66'          |
|              | Összesen          |                           |               | 5            | mérkőzés     |              | 0            | gól          |